# 皿山 (福岡市)
皿山（さらやま）は福岡県福岡市南区の町名。現行行政地名は皿山一丁目から皿山四丁目。郵便番号は811-1365。

## 地理
南区の西部に位置し、天神から南へ約6km、博多駅から南南西へ約7kmの距離である。北で柳河内、北東で若久、東で中尾、南で花畑・野間、南西で桧原、西で長住と接する。概ね北北東から南南西に向かって延びており、北側から一丁目・三丁目・四丁目、東側に突き出る形で二丁目が置かれている。主に住宅地として利用される。

## 歴史
1970年代以降、ベッドタウンとして住宅地の開発が進み、以来現在に至るまで集合住宅を含む住宅地となっている。

### 地名の由来
地名は福岡藩が1856年（安政3年）に京都から佐々木与三ら陶工を招き、京焼に類似した陶器を生産させたことに因む。同じ福岡藩内の須恵焼や高取焼と同じく、主に土瓶、急須、茶碗を生産していた。明治維新で廃窯しかけたが、1875年（明治8年）須恵焼窯の陶工であった沢田舜山によって染付磁器窯として復興。野間舜山の名で珍重される磁器の生産地となった。その後、大正時代から昭和の初期まで汽車土瓶を製造していたことが知られている。

## 交通

### 鉄道
町域内には鉄道駅は設置されておらず、西日本鉄道（西鉄）天神大牟田線の高宮駅や大橋駅まではいずれも徒歩で30分程度かかる。

### バス
市道野間花畑線および市道長丘皿山線では西鉄バスが運行されている。博多駅や天神などの福岡市中心部へは概ね毎時3本以上が運行されているほか、藤崎・西新・西鉄大橋駅方面へも運行している。市道野間花畑線上には北から「皿山一丁目」「皿山三丁目」「皿山四丁目」のバス停留所がある。市道長丘皿山線の皿山地域内にはバス停はない。

### 道路
町域内には県道は通っていない。地域の東側を福岡市道野間花畑線が南北に通り、南側を市道長丘皿山線が東西に通っている。それ以外は住宅地の間の細くカーブの多い道路ばかりである。南端部では皿山四丁目と花畑四丁目を区切る形で福岡都市高速5号線および福岡外環状道路（国道202号）が東西に通っている。

## 施設
施設や店舗などは周辺と比較すると少なく、皿山の住民は市中心部や隣接する長住や花畑などで日用品や食品などの買い物を済ますことが多い。

## 校区
- 市立小学校 - 福岡市立西花畑小学校（桧原二丁目）
- 市立中学校 - 福岡市立花畑中学校（桧原二丁目）
- 県立高等学校（全日制普通科） - 福岡県第六学区